# Kvitingen
Kvitingen est une île norvégienne dans le comté de Hordaland. Elle appartient administrativement à Austevoll.

## Géographie
Rocheuse et désertique, elle s'étend sur environ 335 m de longueur pour une largeur approximative de 250 m.